# Rejon gudermeski
Rejon gudermeski (ros. Гудерме́сский райо́н, Gudiermiesskij rajon, czecz. Гуьмсан район / Gümsan̡ rayon) – jeden z 15 rejonów w Czeczenii, znajdujący się we wschodniej części kraju. W 2002 roku rejon zamieszkiwało 71 082 osób. Stolicą rejonu jest miasto Gudermes.